# Маріо Джуровський
Маріо Джуровський (мак. Марио Ѓуровски, нар. 11 грудня 1985, Белград) — македонський футболіст, півзахисник клубу «Бангкок Юнайтед».
На початку кар'єри виступав за ряд сербських клубів, після чого недовго пограв в Україні за «Металург» (Донецьк), а з 2012 року став виступати в Таїланді. Також має в своєму активі 12 матчів за національну збірну Македонії.

## Клубна кар'єра
Вихованець клубу «Црвена Звезда» з рідного міста Белград, проте до основної команди пробитись не зумів, тому грав на правах оренди за «Младеноваць» та «Сопот».
Влітку 2004 року Джуровський підписав контракт з «Бежанією», що грала в другій лізі Сербії і Чорногорії. Після двох сезонів клуб в 2006 році був включений в новостворену сербську Суперлігу. 
Влітку 2007 Маріо залишив клуб після того, як зіграв за нього більше 80 матчів в чемпіонаті і забив 18 голів, після чого підписав контракт з іншим клубом Суперліги, «Воєводиною». Відіграв за команду з Нового Сада наступні три роки своєї ігрової кар'єри, зайнявши друге місце в сезоні 2008/09, і ставши фіналістом Кубка Сербії сезону 2009/10.
На початку 2011 року підписав трирічний контракт з донецьким «Металургом». 
З 2012 року став виступати за таїландський клуб «Муангтонг Юнайтед» під керівництвом співвітчизника Славиши Йокановича. Тут у першому ж сезоні Джуровський виграв титул чемпіонату Таїланду, а 2015 року став фіналістом національного кубка.
Незважаючи на чотири успішних сезонів в «Муангтонг Юнайтед», Маріо відмовився продовжувати контракт з командою і переїхав в «Бангкок Юнайтед» на початку 2016 року на правах вільного агента. Відтоді встиг відіграти за бангкокську команду 4 матчі в національному чемпіонаті.

## Виступи за збірну
29 травня 2010 року дебютував в офіційних іграх у складі національної збірної Македонії в товариському матчі зі збірною Азербайджану і забив третій командний гол у дебютному для себе матчі. Матч закінчився з рахунком 3:1. Другий і останній гол за збірну забив Джуровський у ворота збірної Вірменії (2:2) 7 вересня 2010 року в рамках відбіркового турніру до Євро-2012. Всього провів у формі головної команди країни 12 матчів, забивши 2 голи.

## Особисте життя
Маріо Джуровський є сином відомого югославського та македонського футболіста Мілко Джуровського, який виступав за такі клуби, як «Црвена Звезда», «Партизан та нідерландський клуб «Гронінген». Також півзахисник є племінником Бошко Джуровського, який також виступав раніше за збірні Югославії і Македонії.